# TDGF1
TDGF1 (англ. Teratocarcinoma-derived growth factor 1) – білок, який кодується однойменним геном, розташованим у людей на короткому плечі 3-ї хромосоми.  Довжина поліпептидного ланцюга білка становить 188 амінокислот, а молекулярна маса — 21 169.
| 10         |  | 20         |  | 30         |  | 40         |  | 50         |
| ---------- |  | ---------- |  | ---------- |  | ---------- |  | ---------- |
| MDCRKMARFS |  | YSVIWIMAIS |  | KVFELGLVAG |  | LGHQEFARPS |  | RGYLAFRDDS |
| IWPQEEPAIR |  | PRSSQRVPPM |  | GIQHSKELNR |  | TCCLNGGTCM |  | LGSFCACPPS |
| FYGRNCEHDV |  | RKENCGSVPH |  | DTWLPKKCSL |  | CKCWHGQLRC |  | FPQAFLPGCD |
| GLVMDEHLVA |  | SRTPELPPSA |  | RTTTFMLVGI |  | CLSIQSYY   |  |            |

A: Аланін

C: Цистеїн

D: Аспарагінова кислота

E: Глутамінова кислота

F: Фенілаланін

G: Гліцин

H: Гістидин

I: Ізолейцин

K: Лізин

L: Лейцин

M: Метіонін

N: Аспарагін

P: Пролін

Q: Глутамін

R: Аргінін

S: Серин

T: Треонін

V: Валін

W: Триптофан

Кодований геном білок за функцією належить до факторів росту. 
Задіяний у такому біологічному процесі як поліморфізм. 
Локалізований у клітинній мембрані, мембрані.